# Kökskniv

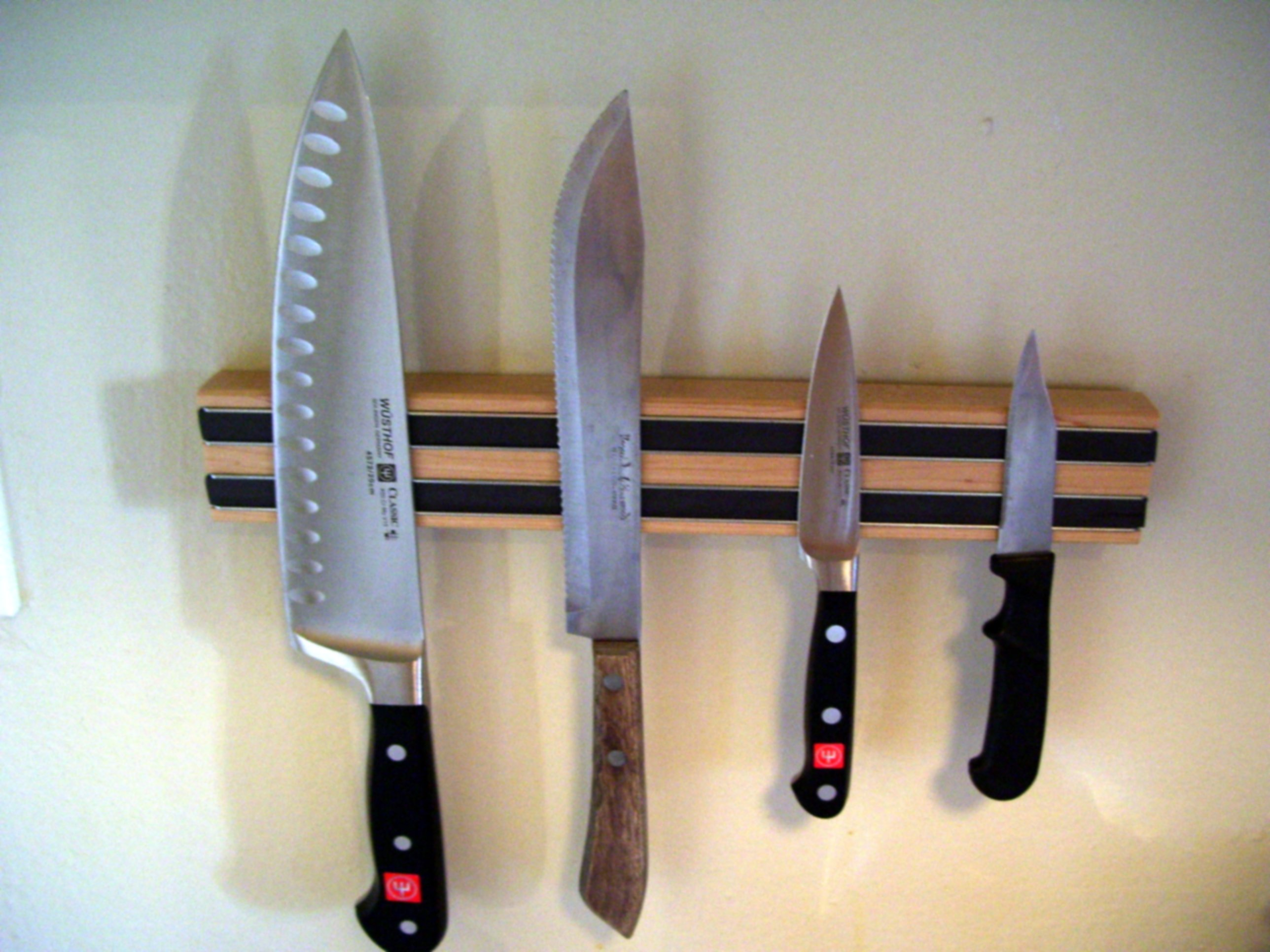
Olika typer av köksknivar på knivmagnet

En kökskniv är en kniv för bearbetning av råvaror för matlagning. 

## Typer

### Kockkniv
Den vanligaste typen av kökskniv är kockkniven. Den kan användas till allt från att hacka grönsaker till att skära kött. Bladet är vanligtvis mellan 20 och 30 cm. Det är konvext för att kniven enkelt ska kunna "vaggas" mot skärbrädan när man skär. Vissa varianter har hål i bladet eller räfflor på sidan om eggen för att grönsaker som till exempel gurka lättare ska släppa från bladet.

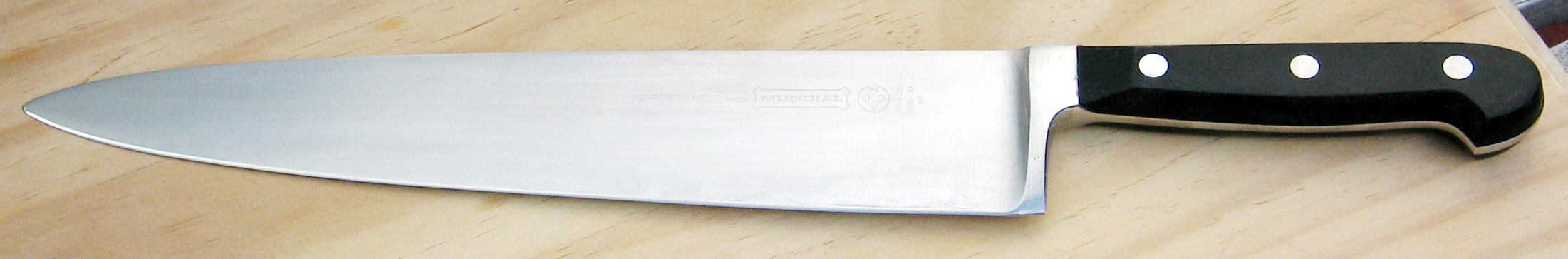
Kockkniv

### Santoku

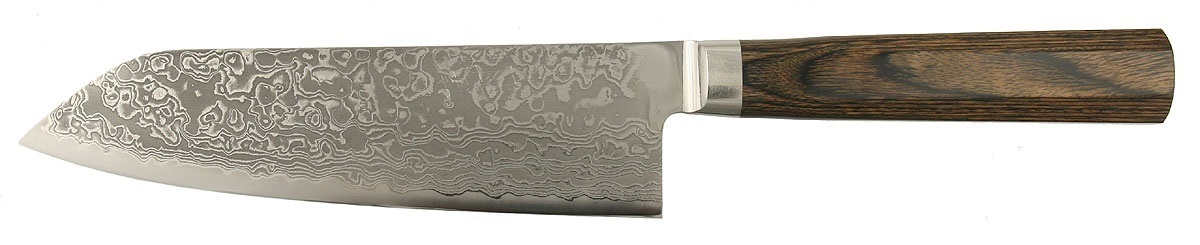
Santoku

Santokukniven är en japansk kockkniv som är användbar på många sätt. Jämfört med en västerländsk kockkniv har en santoku ett några cm kortare blad som är brett nästan ända till spetsen, vilket gör den perfekt för att skära tunna skivor med kniven stödd mot knogarna. Bladet är tunnare än på västerländska knivar, har ungefär halva eggvinkeln och är ofta gjort i mycket hårt stål. Detta gör att kniven kan vara extremt vass. Nackdelen för vanliga användare är att den hårda, tunna, eggen därför också är skör och lätt går sönder om man t ex skär emot ben. Är kniven gjord i kolstål rostar den lätt om den får ligga fuktig ett tag. Knivslipar gjorda för kockknivar fungerar inte för en santokuegg varför speciella slipar eller slipstenar av olika finhet krävs för att hålla en santoku vass. Priset kan också vara en nackdel eftersom en japansk santoku kostar från ungefär ett tusen kronor och en handgjord ofta kostar väldigt mycket mer.  
Till japanska knivar används ofta en Saya som är en knivslida i trä för förvaring.   
Det finns många speciella japanska köksknivar förutom Santoku, till exempel Yanagiba, Fuguhiki, Usuba, Mukimono, Deba, Petty och Nakiri.   

### Förskärare
En förskärare (även kallad trancherkniv) påminner om en kockkniv, men har i allmänhet ett smalare och mer avlångt blad. Den används bland annat till att skära stek i tunna skivor, så kallad tranchering.

### Skalkniv

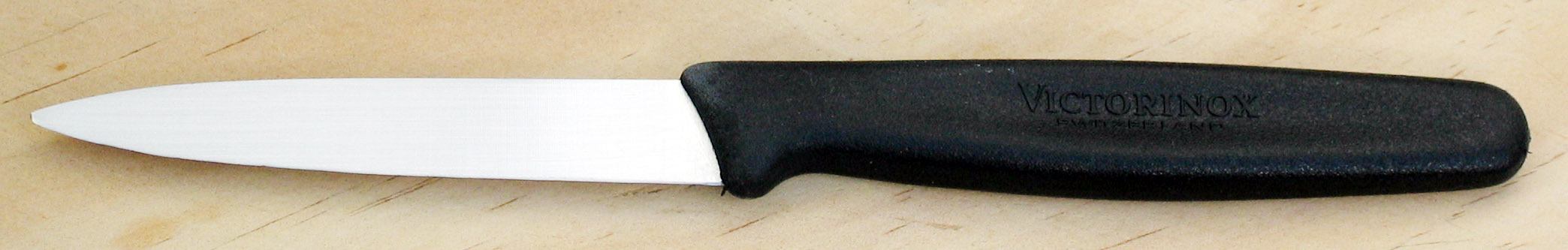
Liten skalkniv

En skalkniv liknar en kockkniv, men är betydligt mindre och tillåter därför mer precision i arbetet. Den kan bland annat användas till att skala lök. Längden på mellan 6 och 13 cm gör att de längre varianterna också kan användas till att skära grönsaker.

### Brödkniv
En brödkniv har ett räfflat blad för att kunna skära i bröd och andra mjukare råvaror. Vanligtvis är bladet mellan 20 och 25 cm. Handtaget kan antingen sitta vågrätt eller vinkelrätt med bladet.

### Köttyxa
Köttyxa är en stor, oftast rektangulär kniv. Den används för att bearbeta kött på sätt där eggen på en kockkniv skulle kunna ta skada. Till exempel till att skära igenom ben eller hårdare grönsaker som pumpa.

### Filékniv
Filékniv har ett långt och böjbart blad som används till att filéa fisk. Bladets flexibilitet gör att det följer fiskens former, vilket underlättar filéandet. Bladets längd är vanligtvis mellan 15 och 28 cm.

### Pizzaskärare

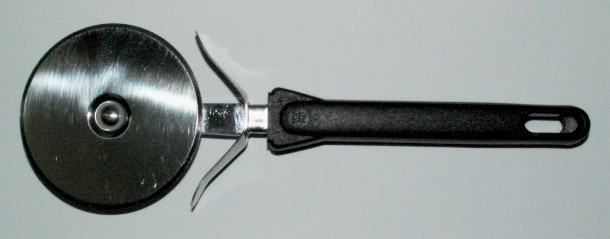
Pizzaskärare

En pizzaskärare är en kniv med ett runt skärande blad som roterar kring centrum på sin egen axel. Det skärande bladet kan på så sätt med lätthet skära i bägge riktningarna och används för att dela pizza.

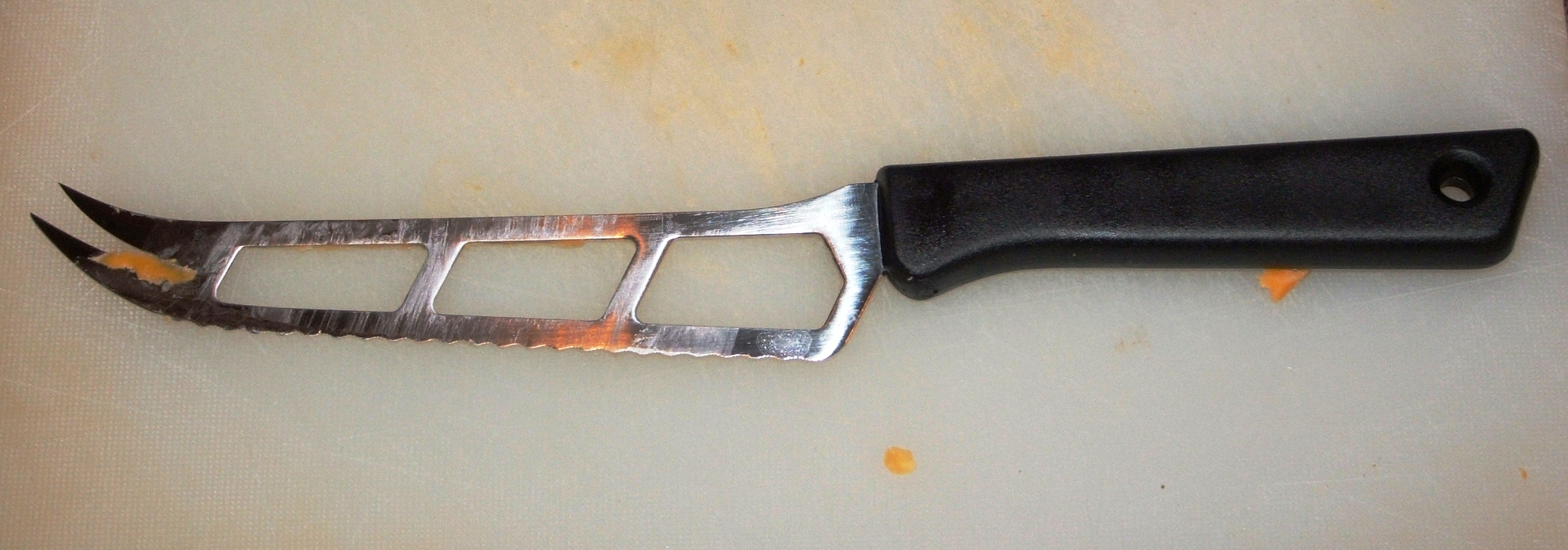
Ostkniv

### Fler typer
- Ostkniv
- Urbeningskniv
- Tomatkniv
- Ostronkniv

## Uppbyggnad

### Material
- Kolstål är en typ av legering gjord av järn och kol, och inkluderar ofta också andra legeringar såsom vanadin och mangan. Det kolstål som ofta används i köksknivar består ofta av omkring 1 % kol, är billigt, och bevarar eggen väl. Kolstål är normalt sett lättare att skärpa än de flesta rostfria stålsorter. Knivens blad måste rengöras, torkas och smörjas varje gång det har använts.

- Rostfritt stål är en typ av legering gjord av järn. Den består av 10-15 % krom, ibland nickel, och molybden, och lite kol. Det tunna, flexibla bladet som är vanligt på billigare köksknivar tillverkas ofta av kolfattiga, billiga rostfria legeringar. De är svåra att skärpa, och görs därför ofta sågtandade, vilket gör avtrubbningsprocessen långsammare.

- Plastblad är inte särskilt vassa, och används huvudsakligen till att skära upp grönsaker utan att missfärga dem. Plastblad är inte tillräckligt vassa för att skära djupt i kött, men kan rispa hud.

- Keramiska blad är mycket hårda och mycket vassa, men ömtåliga för slag och brytpåkänning. Missfärgar ej frukt och grönsaker.